# Молодіжний кубок Алжиру з футболу
Молодіжний кубок Алжиру з футболу (араб. كأس الجزائر, фр. Coupe d'Algérie de football des moins de 21 ans) — кубковий турнір Алжиру, що проводиться серед молодіжних клубів країни (U-21), основні команди яких виступають у одному з двох найвищих дивізіонів країни.

## Історія
Молодіжний алжирський кубок вперше був проведений в сезоні 2011/12, першим чемпіоном стала молодіжна команда «ЖСМ Беджая». В подальшому турнір став щорічним.

## Переможці та фіналісти
| Рік     | Переможець       | Рахунок         | Фіналіст        |
| ------- | ---------------- | --------------- | --------------- |
| 2011–12 | «ЖСМ Беджая»     | 2–0             | «АСО Шлеф»      |
| 2012–13 | «УСМ Ель-Хараш»  | 2–2 (4–2 пен. ) | «АСО Шлеф»      |
| 2013–14 | «НА Хуссейн Дей» | 1–0             | «МК Оран»       |
| 2014–15 | «МК Оран»        | 1–0             | «УСМ Ель-Хараш» |
| 2015–16 | «ЖС Саура»       | 4–0             | «А Бу-Саада»    |